# Парадокс раптової страти
Парадо́кс несподі́ваної стра́ти (англ. Unexpected hanging paradox) — логічний парадокс, також відомий як парадокс в'язня, а в інших формулюваннях як парадокс несподіваної тривоги і парадокс з яйцем-сюрпризом. Його вперше сформулював і опублікував у липні 1948 філософ Ексетерського університету Д. Дж. О'Коннор. У формулюванні О'Коннора фігурував офіцер, що оголошує своїм підлеглим про те, що «наступного тижня має відбутися тривога, про яку ніхто не повинен знати заздалегідь аж до 18:00 того дня, на який її призначено».
В першу чергу, парадоксальність висловлювання полягає в тому, що шляхом несуперечливих логічних роздумів можна прийти до висновку, що описана таким способом «несподівана тривога» не може відбутися — або вона насправді не буде несподіваною, або вона повинна відбутися не наступного тижня, а кожен з цих висновків суперечить вихідному вислову.
Набагато більший парадокс полягає в тому, що, попри отриманий логічний висновок, тривога все-таки може відбутися в призначений тиждень і справді виявиться несподіваною, тим самим насправді не буде суперечити вихідному вислову. Це явно продемонстровано в завданні про несподівану кару.
Одного разу в неділю начальник в'язниці викликав злочинця, засудженого до страти, і повідомив йому:
- Вас стратять наступного тижня опівдні.
- День страти стане для вас сюрпризом, ви дізнаєтеся про нього, тільки коли кат опівдні увійде до вас у камеру.
- Начальник в'язниці був чесною людиною і ніколи не брехав.

Ув'язнений подумав над його словами і посміхнувся: «В неділю мене стратити не можуть! Адже тоді вже в суботу ввечері я буду знати про це. А, за словами начальника, я не буду знати дня своєї страти. Отже, останній можливий день моєї страти — субота. Але якщо мене не стратять у п'ятницю, то я буду наперед знати, що мене стратять у суботу, значить, і її можна виключити». Послідовно виключивши п'ятницю, четвер, середу, вівторок і понеділок, злочинець прийшов до висновку, що начальник не зможе його стратити, виконавши всі свої слова.
Наступного тижня кат постукав у його двері опівдні у середу — це було для нього повною несподіванкою. Усе, що начальник в'язниці сказав, здійснилося. Де недолік в міркуванні ув'язненого?

## Яйце-сюрприз
Щоб розібратися в цьому парадоксі, треба розглянути його простішу форму, де число днів зменшено до одного. У цій версії начальник в'язниці повідомляє, що: «Ви будете страчені опівдні наступного тижня в п'ятницю. Це буде несподіванкою для вас».
Ув'язнений вигукує, що обидвох умов не можна виконати, бо кара не може бути несподіваною, якщо вже повідомлено, що вона відбудеться в п'ятницю, і вважає, що кари не буде. Наступної п'ятниці ув'язненого стратять. Це стає несподіванкою для нього, оскільки він переконав себе, що стратити його не зможуть. Що було неправильно в його міркуваннях?
Цікавий висновок полягає в тому, що сам ув'язнений не зможе зробити висновок, чи вирок виконають. Такий висновок може зробити тільки той, хто має додаткову інформацією про те, що ув'язненого справді стратять.
Еквівалентним формулюванням буде наступне. Нехай містер Сміт дає коробку і каже: «Відкрийте її, і ви несподівано виявите всередині яйце». Чи можна, міркуючи логічно, дійти до якого-небудь висновку щодо того, чи є всередині коробки яйце, чи його там немає? Якщо Сміт каже правду, то всередині має бути яйце, але тоді це не буде сюрпризом. Тому твердження Сміта хибне. Якщо це переконає адресата, що з цього випливає відсутність яйця (чого, звісно, не може випливати з цієї передумови), то, відкривши коробку і виявивши там яйце, адресат справді відчує здивування й несподіванку. Таким чином, твердження Сміта виявиться істинним.
Аналогічно можна зробити висновок, що хоча Сміт і стримає слово, але адресату про це невідомо. Отже, адресат не може зробити логічний висновок зі слів Сміта, і вони просто не дають інформації.

## Джерело
- Мартін Гарднер: Страта зненацька і пов'язаний з нею логічний парадокс